# Джа Джедже, Брис
Брис Джа Джедже (фр. Brice Dja Djédjé; род. 23 декабря 1990[…], Абуде, Лагюн) — ивуарийский футболист, крайний защитник. Выступал за сборную Кот-д’Ивуара.
Старший брат Брайса, Франк — также профессиональный футболист, воспитанник столичного «Пари Сен-Жермен», играл за одесский «Черноморец», сейчас выступает за «Канн».

## Клубная карьера
Джа Джедже — воспитанник столичного «Пари Сен-Жермен». Из-за высокой конкуренции он не смог пробиться в основу и выступал за резервную команду. В 2010 году Брайс покинул клуб и перешёл в «Эвиан», выступающий в Лиге 2. 6 августа в матче против «Меца» он дебютировал за новую команду. 13 мая 2011 года в поединке против «Труа» Джа Джедже забил свой первый гол за «Эвиан». По итогам сезона Брайс помог клубу выйти в элиту. 6 августа в матче против «Бреста» Джа Джедже дебютировал в Лиге 1. 21 декабря в поединке против «Монпелье» он забил свой первый гол в элите.
В начале 2014 года Брис перешёл в марсельский «Олимпик». 2 февраля в матче против «Тулузы» он дебютировал за новую команду, заменив во втором тайме Бенжамена Менди.
Летом 2016 года Дже Джедже перешёл в английский «Уотфорд», подписав контракт на четыре года. Сумма трансфера составила 4 млн евро. 7 января 2017 года в поединке Кубка Англии против «Бертон Альбион» он дебютировал за новую команду. В начале 2018 года для получения игровой практики Брис на правах аренды вернулся во Францию в «Ланс». 19 января в матче против «Бреста» он дебютировал за новую команду.
Летом 2018 года Брис перешёл в турецкий «Анкарагюджю». 2 сентября в матче против «Касымпаши» он дебютировал в турецкой Суперлиге.

## Международная карьера
15 августа 2013 года в товарищеском матче против сборной Мексики Брис дебютировал за сборную Кот-д’Ивуара, заменив Дидье Зокора.